# Voie navigable de Kallavesi
La voie navigable de Kallavesi (finnois : Kallaveden reitti) est une voie navigable faisant partie de la route de Kallavesi du Système hydrologique de la Vuoksi en Finlande.

## Présentation
Son lac principal est le Kallavesi, dans lequel s'écoulent directement deux voies navigables, la voie navigable d'Iisalmi et la voie navigable de Nilsiä.
Une troisième, la voie navigable de Juojärvi, s'écoule dans le lac de même niveau le Varisvesi situé dans la partie la plus orientale d'Iso-Kalla.
Les eaux de la voie navigable de Kallavesi contournent l'île Soisalo puis s'écoulent vers le sud le long de la voie navigable de Leppävirta et de la voie navigable d'Heinävesi.
L'itinéraire est largement utilisé pour un large éventail de transports par eau.
Du Saimaa à Kuopio et Siilinjärvi, une voie navigable de 4,35 mètres de profondeur longe la voie navigable de Leppävirta, qui est utilisée pour transporter les matières premières des industries minières et de transformation du bois, ainsi que des produits finis.
En 2006, après une interruption de plusieurs années, un trafic régulier de passagers entre Kuopio, Savonlinna et Lappeenranta a repris le long de cette voie navigable de l'ouest de Soisalo.
La voie à l'est de l'île de Soisalo, la voie navigable d'Heinävesi, est principalement utilisée à des fins touristiques pour le trafic de petits bateaux et comme voie pour les bateaux traditionnels de transport de passagers du Saimaa.
Les voies navigables du nord (Iisalmi, Nilsiä et Juojärvi) sont aussi principalement utilisées pour le tourisme et la navigation de plaisance, bien que la récolte du bois ait lieu dans une certaine mesure dans les parties les plus méridionales des voies navigables d'Iisalmi et de Nilsiä.

## Centrales électriques
le long de la voie navigable de Kallavesi, il y a dix centrales hydroélectriques qui appartiennent à Pohjois-Karjalan Sähkö Oy, Stora-Enso Oyj et Savon Voima Oyj.
| Centrale     | MW   | GWh/a | m    | m3/s | Rivière | Lieu      | propriétaire           | Réf.  |
| ------------ | ---- | ----- | ---- | ---- | ------- | --------- | ---------------------- | ----- |
| Palokki      | 7,4  | 29,5  | 20,7 | 40   | Vuoksi  | Heinävesi | Pohjois-Karjalan Sähkö | [ 2 ] |
| Viannankoski | 0,15 | 1,3   | 2,5  | 5,0  | Vuoksi  | Maaninka  | Savon Voima            | [ 2 ] |
| Huruskoski   | 4,4  | 28    | 4,7  |      | Vuoksi  | Varkaus   | Stora-Enso             | [ 2 ] |
| Salahmi      | 0,8  | 3,0   | 12   | 8    | Vuoksi  | Vieremä   | Savon Voima            | [ 2 ] |